# Giratoire hollandais

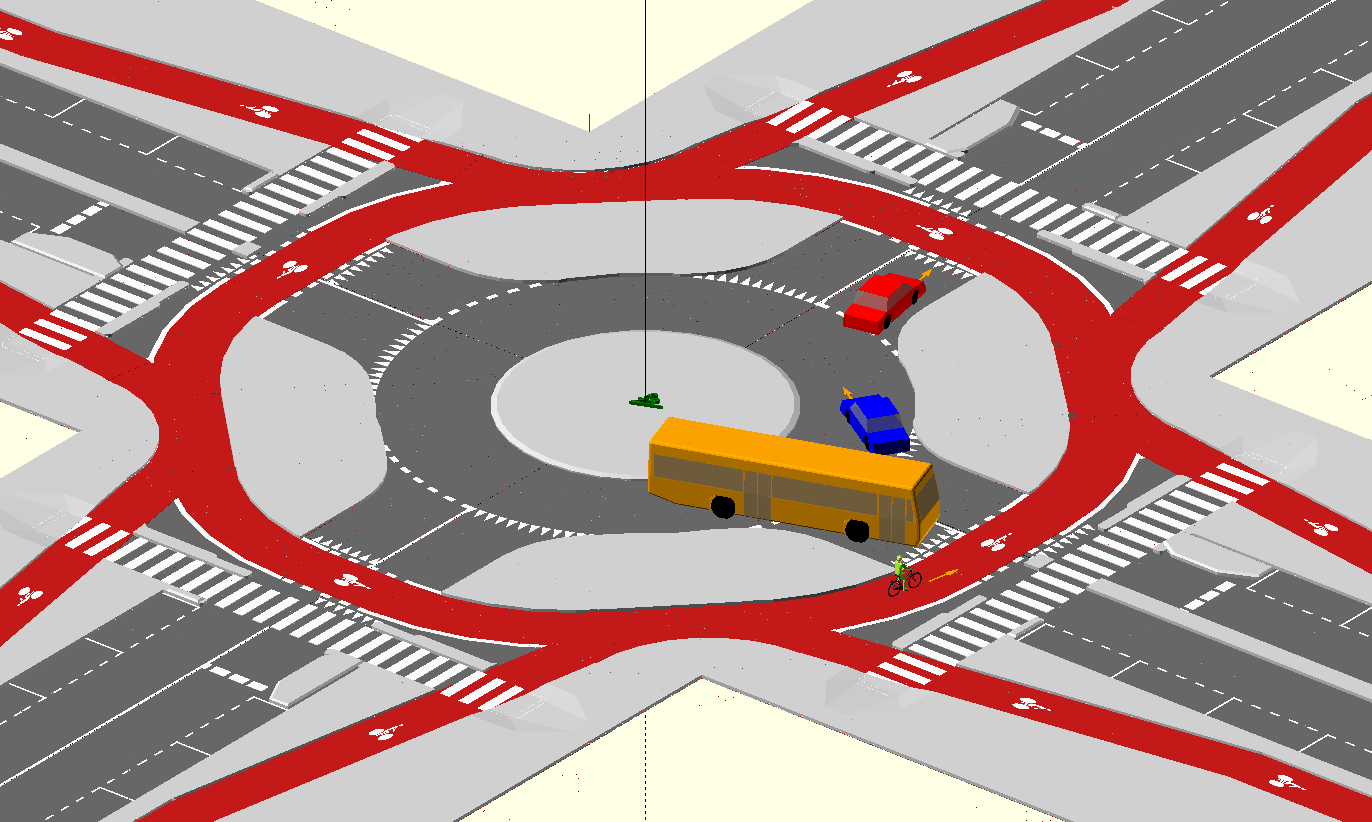
Schéma d'un giratoire à la hollandaise.

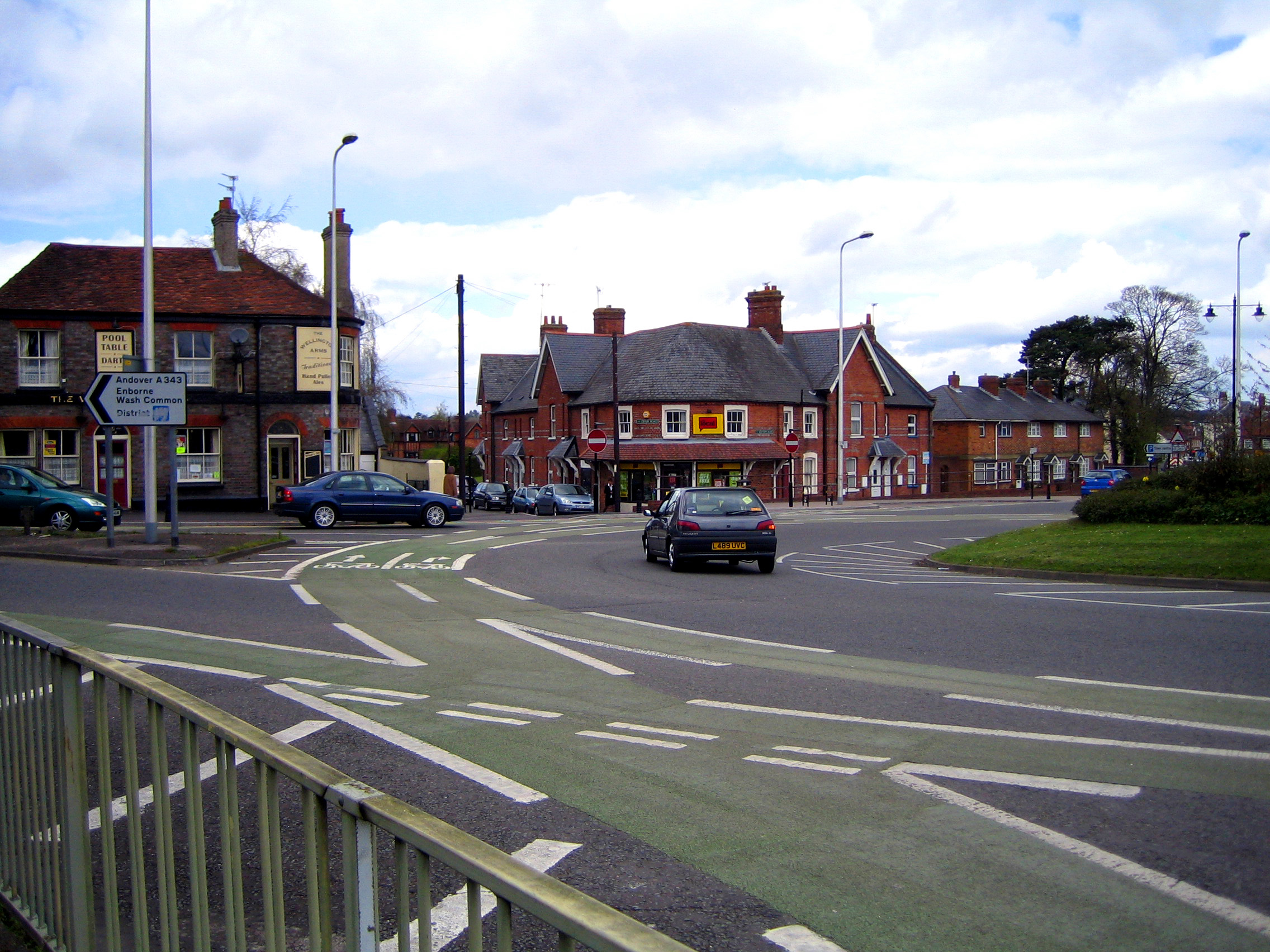
Rond-point néerlandais au Royaume-Uni généré par l'urbanisme tactique.

Un giratoire néerlandais, ou rond-point hollandais, est un type de carrefour giratoire qui intègre une piste cyclable sur son périmètre pour garantir la sécurité des cyclistes,.
Comme dans tous les ronds-points, la priorité est accordée à ceux qui se trouvent sur le périmètre extérieur[pas clair], ce qui correspond aux vélos dans les rotondes néerlandaises. Étant donné que les ronds-points sont les endroits où les accidents impliquant des cyclistes sont les plus fréquents, cette conception permet une plus grande sécurité, en plus de favoriser une circulation plus apaisée,,.

## Expérimentations françaises
En France ce type de giratoire est expérimenté à Bures-sur-Yvette en Essonne et à Créteil en Val-de-Marne.